# India Tower

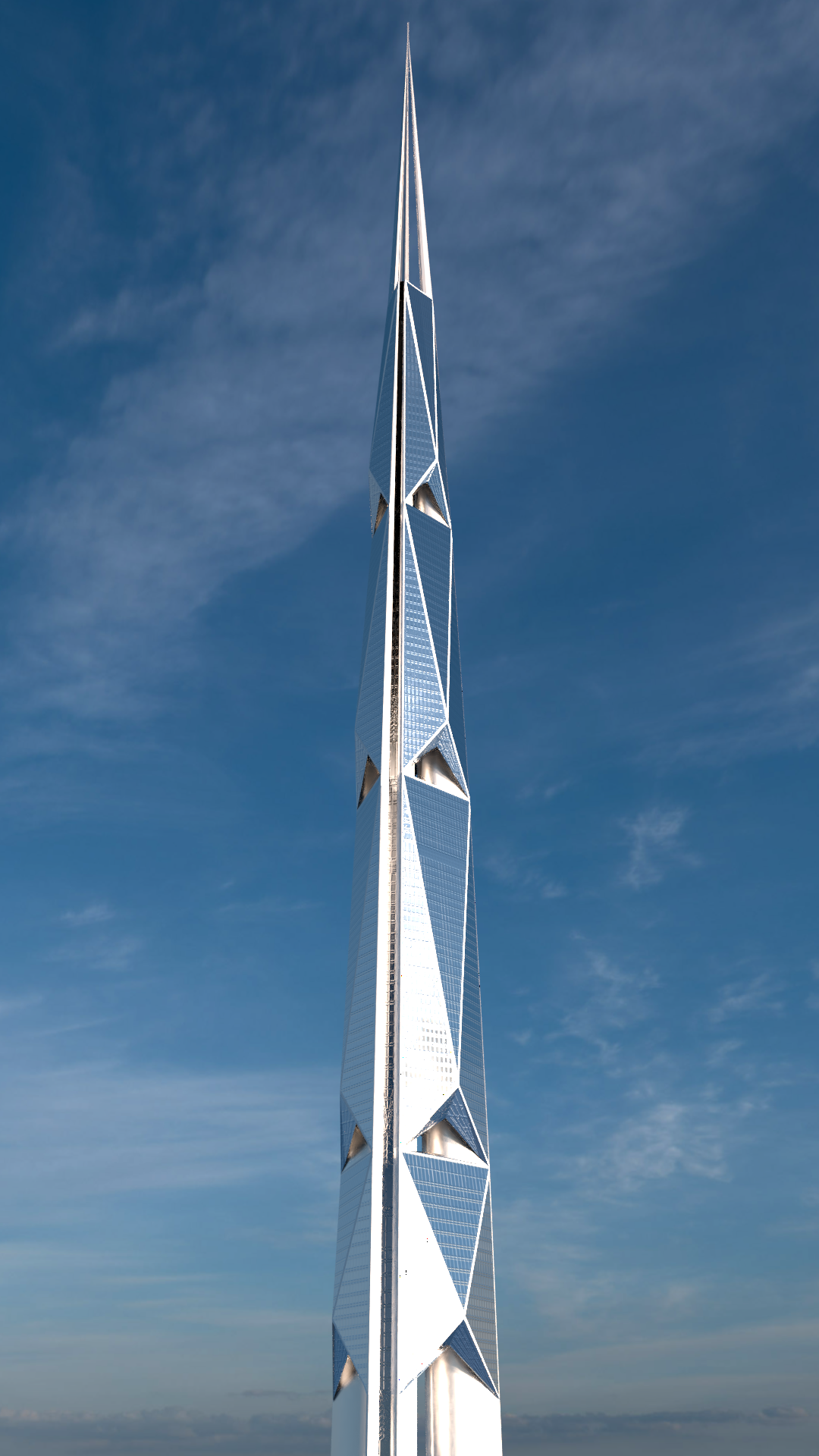
Imagem virtual da parte superior do edifício

O India Tower (antes conhecido como Park Hyatt Tower e também conhecido como  Dynamix Balwas Tower e DB Tower)[carece de fontes?] é um projeto de arranha-céus  em Bombaim, Índia, cuja construção foi cancelada em 2011. Seria o maior edifício da Índia se fosse construído; alcançaria 707,5 metros, com 126 andares acima do solo e uma área total de 150 000 metros quadrados.
O arranha-céus foi desenhado pela Foster + Partners e Mandviwala Qutub & Associates como parte de um projeto de três hotéis de luxo desenvolvidos pela companhia Neelkamal Realtors em parceria com a cadeia de hotéis Hyatt. Situar-se-ia em Marine Lines, o distrito histórico da cidade.[carece de fontes?]